# Esquel
Esquel is een plaats in het Argentijnse bestuurlijke gebied Futaleufú in de provincie Chubut. De plaats telt 28.534 inwoners. Middelen van bestaan: de schapenteelt, het toerisme, 
De plaats is met name bekend om de strijd die er gevoerd is om de opening van goudmijn tegen te gaan. In een (niet officieel) referendum, gehouden op 23 maart 2003 keerde 82% van de bevolking zich tegen de opening van de mijn. Waarop de mijn Canadese firma Meridian Gold zich terugtrok. 

## Geboren
- Aldo Duscher (1979), voetballer

## Trivia
Over de strijd om het al dan niet toelaten van een in (dagmijnbouw) te winnen goudader is een documentaire gemaakt door Cristian Harbaruk, Pablo D'Aló Abbá, onder de titel Vienen Por El Oro, Vienen Por Todo (They Come for the Gold, They Come for it All).